# Anton Fig
Anton Fig, född 8 augusti 1952 i Kapstaden, Sydafrika, är en amerikansk trummis.
Fig gjorde sig känd i gruppen Spider. Han spelade på två av gruppen Kiss skivor utan att nämnas på omslaget, Dynasty (1979) och Unmasked (1980). Han var med i Ace Frehleys grupp Frehley's Comet, men lämnade gruppen då han inte kunde turnera med dem. Anledningen till att han inte kunde turnera med dem var att han spelade med The Worlds Most Dangerous Band som var husband i programmet Late Night with David Letterman och senare i The CBS Orchestra när showen 1993 flyttade till CBS och döptes om till The Late Show with David Letterman. När kapellmästaren Paul Shaffer inte kunde vara med i programmet så var Fig vikarierande kapellmästare och blev då kallad Anton Zip av Letterman. The CBS Orchestra upplöstes maj 2015 i samband med att Letterman gick i pension.
Släppte år 2002 soloskivan Figments, där bl.a. Ace Frehley medverkar.